# 东华理工大学
28°43′20″N 115°49′24″E / 28.72222°N 115.82333°E
东华理工大学（以下简称“东华理工”）是中华人民共和国创办的首家面向核工业领域办学的高等院校，法定注册地位于江西省抚州市，主管部门为江西省教育厅，在省会南昌市设有主校区。学校由江西省人民政府、国家国防科技工业局、自然资源部及中国核工业集团有限公司共建，形成以核科学与技术和地球科学为特色，理学、工学为主体，经、管、文、法、教、艺等多学科协调发展的综合格局。
作为教育部“卓越工程师教育培养计划”试点高校、“111计划”入选高校和“新工科”研究与实践项目院校，东华理工也是全国国防教育特色学校、中国人民解放军海军士官选拔培训基地及中国核工业集团人才培养基地。
截至2024年10月，学校拥有南昌、抚州两大校园，面积逾3 800亩；设立20余个教学单位，开设69个本科专业；建有1个博士后科研流动站、1个博士后科研工作站、4个博士学位授权一级学科、20个硕士学位授权一级学科和17个专业硕士学位点。专任教师约1 723人，在校生总规模超过3万人。
学校将10月16日（中国第一颗原子弹爆炸成功日）定为校庆日，以彰显办学渊源与办学使命。

## 历史

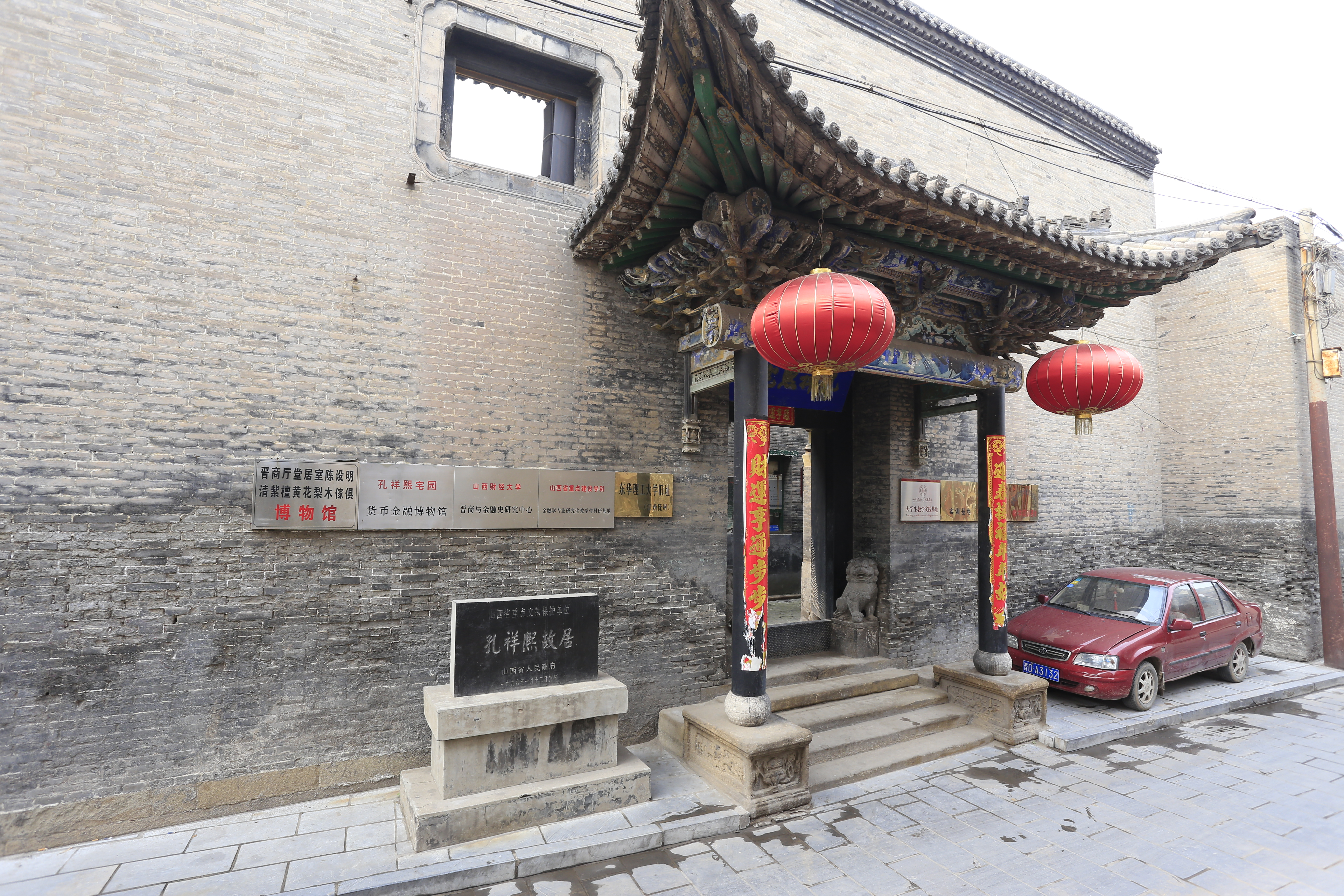
1956年太谷地质学校在孔祥熙旧居创立

1956年6月，为培养铀矿勘探技术人才，第二机械工业部在山西太谷县创立太谷地质学校。1958年迁至太原，更名太原地质专科学校；1959年迁至江西抚州，更名抚州地质专科学校；1978年复办为抚州地质学院；1982年改称华东地质学院；2002年更名东华理工学院，并陆续合并江西省国防科技工业学校、抚州师范专科学校；2007年3月正式定名为东华理工大学。
2021年1月，原东华理工大学长江学院转设为赣东学院并脱离该校管理。

## 历任校长
- 王涛 1956～1958[4]
- 王涛（主持行政工作）1958～1959[4]
- 程平 1960～1969[4]
- 王涛（筹备领导小组副组长）1973～1978[4]
- 王涛 1978～1981[4]
- 王涛 1982.1～1983[4]
- 王祥 1983～1988[4]
- 李学礼 1988～2001[4]
- 周文斌 2001～2002.11[4]
- 刘庆成 2004.5～2014.5[4]
- 柳和生 2014.8～2019.3[4]
- 孙占学 2019.3～2023.5[4]
- 徐景坤 2023.5～2024.8[4]
- 罗仙平 2024.8–至今[4]

## 院系设置
东华理工大学设有地球科学学院、地球物理与测控技术学院、核科学与工程学院、水资源与环境工程学院、建筑工程学院、信息工程学院、化学生物与材料科学学院、机械与电子工程学院、经济与管理学院、文法学院、艺术学院、外国语学院、理学院、体育学院、抚州师范学院、高等职业技术学院、继续教育学院、国防科学技术学院、海军后备军官学院、研究生部、思想政治理论教学科研部、测绘工程学院、软件学院及教育心理学教学部等20余个教学单位。

## 学生培养
校本部在校生约29 000人。学校是全国首批学士学位、第四批硕士学位授权单位，拥有65个一级、二级硕士点与11个工程硕士领域等。

## 教师队伍
现有教职工2 800余人，其中教授、副教授600余人；双聘院士2人，国务院特贴专家28人等。钱七虎院士任名誉校长。